# Ameerega planipaleae
Ameerega planipaleae är en groddjursart som först beskrevs av Morales och Velazco 1998.  Ameerega planipaleae ingår i släktet Ameerega och familjen pilgiftsgrodor. IUCN kategoriserar arten globalt som akut hotad. Inga underarter finns listade i Catalogue of Life.